# Hernán Rengifo
Hernán Rengifo (Chachapoyas, Perú, 18 de abril de 1983) es un futbolista peruano. Juega como delantero y su equipo actual es ADT de la Liga 1 de Perú. Tiene 42 años.

## Trayectoria
Rengifo inició su carrera como futbolista en el Sachapuyos de Chachapoyas provincia del cual es natural, y con el que fue campeón de la Liga Departamental de Amazonas 1999. Los dos siguientes años jugó por Virgen del Chapi, equipo filial de Universitario de Deportes. En el año 2002 ascendió al equipo principal de Universitario, debutó el 22 de mayo de 2002 de la mano del técnico Ángel Cappa en el estadio Monumental por el Torneo Apertura frente a Bolognesi. Ingresó por Milton Marquillo, quien había iniciado las acciones en la delantera junto a Johan Sotil, fue campeón del Torneo Apertura 2002, clasificando y jugando así a la Copa Libertadores 2003.
Jugó por Unión Huaral en 2004, luego fichó por la Universidad de San Martín, siendo goleador de su equipo en el Campeonato Descentralizado 2005, ayudando a clasificar a la Copa Sudamericana 2006. Posteriormente campeonó en el Torneo Apertura 2007, logrando clasificar por primera vez con su equipo a la Copa Libertadores. En 2007 emigró a Polonia para jugar por el Lech Poznań junto con sus compatriotas Henry Quinteros y Anderson Cueto, tuvo la oportunidad de participar en torneos europeos, siendo goleador de su equipo en la Copa de la UEFA 2008-09 con 5 goles, igualando a jugadores de la talla de Luis Suárez y Mladen Petrić, en el club polaco, por 2 años tuvo de suplente a Robert Lewandowski quien lo considera como su mentor en el club polaco.
En 2010 emigró a Chipre para jugar por el Omonia Nicosia, equipo en el cual tuvo un paso amargo, ya que dejó de ser tomado en cuenta, y su nivel futbolístico bajó considerablemente al respecto de lo que mostró en Polonia. A pesar de aquello fue campeón de la Primera División de Chipre y Copa de Chipre. El 20 de enero de 2012, regresó al Perú para firmar por Sporting Cristal luego de desvincularse de su antiguo club, el Nicosia. El 6 de julio de 2013 fue presentado en el Sivasspor de Turquía.
En 2014 fue contratado por el club Juan Aurich del Perú. En su primer año fue subcampeón nacional, perdiendo la final con Sporting Cristal. Aquel año el Charapa fue goleador con 13 tantos. En diciembre de 2015 fue fichado por Universitario de Deportes por una temporada. Su primera anotación llegó el 2 de febrero de 2016 en un amistoso frente a Colo-Colo. El 7 de febrero anotó su primer tanto oficial frente a Ayacucho en la goleada 5-2, no tuvo muchas oportunidades ya que Raúl Ruidíaz era el habitual titular; hasta que Ruidíaz fue fichado por otro club, por lo cual Rengifo ocupó su posición llegando a anotar 14 goles convirtiéndose en el goleador del conjunto crema. En agosto de 2017 fue fichado por Melgar.
A mitad del 2018 ficha por Real Garcilaso. Tras sus buenas actuaciones renueva por todo el 2019 con el elenco imperial para jugar la Copa Libertadores.

## Selección nacional
Ha sido internacional con la selección de fútbol del Perú en 22 ocasiones y marcó 6 goles. Debutó el 17 de agosto de 2005, en un encuentro amistoso ante la selección de Chile que finalizó con marcador de 3-1 a favor de los peruanos.
| \| Gol \| Fecha \| Ciudad \| Oponente \| Score \| Resultado \| Competencia \| \| --- \| ---------- \| ------------- \| ---------- \| ----- \| --------- \| -------------------------- \| \| 1. \| 26-03-2008 \| Iquitos \| Costa Rica \| 3:1 \| Victoria \| Amistoso \| \| 2. \| 31-05-2008 \| Huelva \| España \| 2:1 \| Derrota \| Amistoso \| \| 3. \| 05-09-2009 \| Lima \| Uruguay \| 1:0 \| Victoria \| Clasificación Mundial 2010 \| \| 4. \| 10-10-2009 \| Buenos Aires \| Argentina \| 2:1 \| Derrota \| Clasificación Mundial 2010 \| \| 5. \| 18-11-2009 \| Miami Gardens \| Honduras \| 1:2 \| Victoria \| Amistoso \| \| 6. \| 08-10-2010 \| Lima \| Costa Rica \| 2:0 \| Victoria \| Amistoso \| |            |               |            |       |           |                            |
| Gol | Fecha      | Ciudad        | Oponente   | Score | Resultado | Competencia                |
| 1. | 26-03-2008 | Iquitos       | Costa Rica | 3:1   | Victoria  | Amistoso                   |
| 2. | 31-05-2008 | Huelva        | España     | 2:1   | Derrota   | Amistoso                   |
| 3. | 05-09-2009 | Lima          | Uruguay    | 1:0   | Victoria  | Clasificación Mundial 2010 |
| 4. | 10-10-2009 | Buenos Aires  | Argentina  | 2:1   | Derrota   | Clasificación Mundial 2010 |
| 5. | 18-11-2009 | Miami Gardens | Honduras   | 1:2   | Victoria  | Amistoso                   |
| 6. | 08-10-2010 | Lima          | Costa Rica | 2:0   | Victoria  | Amistoso                   |

### Participaciones en Eliminatorias
| Eliminatorias                    | Selección | Resultado          | Partidos | Goles |
| -------------------------------- | --------- | ------------------ | -------- | ----- |
| Eliminatorias Sudamericanas 2010 | Perú      | 10º (No clasificó) | 11       | 2     |

## Estadísticas

### Clubes
- Actualizado el 29 de marzo de 2025.[8][9]

| Club | Div.          | Temporada     | Liga  | Liga  | Copas nacionales(1) | Copas nacionales(1) | Torneos internacionales(2) | Torneos internacionales(2) | Total | Total | Media goleadora |
| Club | Div.          | Temporada     | Part. | Goles | Part.               | Goles               | Part.                      | Goles                      | Part. | Goles | Media goleadora |
| --- | ------------- | ------------- | ----- | ----- | ------------------- | ------------------- | -------------------------- | -------------------------- | ----- | ----- | --------------- |
| Virgen de Chapi · Perú | 2.ª           | 2001          | 16    | 6     | ―                   | ―                   | ―                          | ―                          | 16    | 6     | 0.23            |
| Virgen de Chapi · Perú | Total club    | Total club    | 16    | 6     | ―                   | ―                   | ―                          | ―                          | 16    | 6     | 0.23            |
| Universitario de Deportes · Perú | 1.ª           | 2002          | 9     | 3     | ―                   | ―                   | ―                          | ―                          | 9     | 3     | 0.22            |
| Universitario de Deportes · Perú | 1.ª           | 2003          | 13    | 0     | ―                   | ―                   | 4                          | 0                          | 17    | 0     | 0.31            |
| Unión Huaral · Perú | 1.ª           | 2004          | 41    | 16    | ―                   | ―                   | ―                          | ―                          | 41    | 16    | 0.23            |
| Unión Huaral · Perú | Total club    | Total club    | 41    | 16    | ―                   | ―                   | ―                          | ―                          | 41    | 16    | 0.23            |
| Universidad San Martín · Perú | 1.ª           | 2005          | 35    | 14    | ―                   | ―                   | ―                          | ―                          | 35    | 14    | 0.22            |
| Universidad San Martín · Perú | 1.ª           | 2006          | 31    | 10    | ―                   | ―                   | ―                          | ―                          | 31    | 10    | 0.31            |
| Universidad San Martín · Perú | 1.ª           | 2007          | 18    | 14    | ―                   | ―                   | ―                          | ―                          | 18    | 14    | 0.06            |
| Universidad San Martín · Perú | Total club    | Total club    | 84    | 38    | ―                   | ―                   | ―                          | ―                          | 84    | 38    | 0.24            |
| Lech Poznań · Polonia | 1.ª           | 2007-08       | 28    | 13    | 6                   | 4                   | ―                          | ―                          | 34    | 17    | 0.22            |
| Lech Poznań · Polonia | 1.ª           | 2008-09       | 23    | 9     | 5                   | 3                   | 12                         | 6                          | 40    | 18    | 0.31            |
| Lech Poznań · Polonia | 1.ª           | 2009-10       | 10    | 3     | 1                   | 0                   | 4                          | 0                          | 15    | 3     | 0.06            |
| Lech Poznań · Polonia | Total club    | Total club    | 61    | 25    | 12                  | 7                   | 16                         | 6                          | 89    | 38    | 0.24            |
| Omonia Nicosia Chipre | 1.ª           | 2010-11       | 21    | 5     | 4                   | 1                   | 7                          | 2                          | 32    | 8     | 0.22            |
| Omonia Nicosia Chipre | 1.ª           | 2011          | 7     | 1     | 1                   | 0                   | 2                          | 1                          | 10    | 2     | 0.06            |
| Omonia Nicosia Chipre | Total club    | Total club    | 28    | 6     | 5                   | 1                   | 9                          | 3                          | 42    | 10    | 0.24            |
| Sporting Cristal · Perú | 1.ª           | 2012          | 37    | 16    | ―                   | ―                   | ―                          | ―                          | 37    | 16    | 0.22            |
| Sporting Cristal · Perú | 1.ª           | 2013          | 14    | 6     | ―                   | ―                   | 6                          | 0                          | 20    | 6     | 0.06            |
| Sporting Cristal · Perú | Total club    | Total club    | 51    | 22    | 0                   | 0                   | 6                          | 0                          | 57    | 22    | 0.24            |
| Sivasspor S. K. Turquía | 1.ª           | 2013          | 12    | 2     | 1                   | 0                   | ―                          | ―                          | 13    | 2     | 0.17            |
| Sivasspor S. K. Turquía | Total club    | Total club    | 12    | 2     | 1                   | 0                   | 0                          | 0                          | 13    | 2     | 0.17            |
| Juan Aurich · Perú | 1.ª           | 2014          | 29    | 13    | 12                  | 5                   | 7                          | 2                          | 41    | 18    | 0.22            |
| Juan Aurich · Perú | 1.ª           | 2015          | 23    | 6     | 6                   | 2                   | 6                          | 1                          | 35    | 9     | 0.06            |
| Juan Aurich · Perú | Total club    | Total club    | 52    | 19    | 18                  | 7                   | 13                         | 3                          | 76    | 27    | 0.24            |
| Universitario de Deportes · Perú | 1.ª           | 2016          | 32    | 14    | ―                   | ―                   | 2                          | 1                          | 34    | 15    | 0.22            |
| Universitario de Deportes · Perú | 1.ª           | 2017          | 11    | 0     | 9                   | 2                   | 2                          | 1                          | 22    | 3     | 0.06            |
| Universitario de Deportes · Perú | Total club    | Total club    | 65    | 17    | 9                   | 2                   | 8                          | 2                          | 82    | 21    | 0.24            |
| FBC Melgar · Perú | 1.ª           | 2017          | 12    | 4     | ―                   | ―                   | ―                          | ―                          | 12    | 4     | 0.22            |
| FBC Melgar · Perú | 1.ª           | 2018          | 8     | 1     | 9                   | 3                   | 1                          | 0                          | 18    | 4     | 0.06            |
| FBC Melgar · Perú | Total club    | Total club    | 20    | 5     | 9                   | 3                   | 1                          | 0                          | 30    | 8     | 0.24            |
| Real Garcilaso · Perú | 1.ª           | 2018          | 15    | 7     | ―                   | ―                   | ―                          | ―                          | 15    | 7     | 0.22            |
| Real Garcilaso · Perú | 1.ª           | 2019          | 29    | 3     | 3                   | 1                   | 1                          | 1                          | 33    | 5     | 0.06            |
| Real Garcilaso · Perú | Total club    | Total club    | 44    | 10    | 3                   | 1                   | 1                          | 1                          | 48    | 12    | 0.24            |
| Alianza Universidad · Perú | 1.ª           | 2020          | 16    | 4     | ―                   | ―                   | ―                          | ―                          | 16    | 4     | 0               |
| Alianza Universidad · Perú | Total club    | Total club    | 16    | 4     | 0                   | 0                   | 0                          | 0                          | 16    | 4     | 0               |
| Deportivo Municipal · Perú | 1.ª           | 2021          | 17    | 3     | ―                   | ―                   | ―                          | ―                          | 17    | 3     | 0               |
| Deportivo Municipal · Perú | Total club    | Total club    | 17    | 3     | 0                   | 0                   | 0                          | 0                          | 17    | 3     | 0               |
| ADT · Perú | 1.ª           | 2022          | 31    | 8     | ―                   | ―                   | ―                          | ―                          | 31    | 8     | 0.22            |
| ADT · Perú | 1.ª           | 2023          | 22    | 6     | ―                   | ―                   | ―                          | ―                          | 22    | 6     | 0.31            |
| ADT · Perú | 1.ª           | 2024          | 21    | 4     | ―                   | ―                   | 1                          | 0                          | 22    | 4     | 0.06            |
| ADT · Perú | 1.ª           | 2025          | 6     | 0     | ―                   | ―                   | ―                          | ―                          | 6     | 0     | 0.06            |
| ADT · Perú | Total club    | Total club    | 80    | 19    | 0                   | 0                   | 1                          | 0                          | 81    | 19    | 0.24            |
| Total carrera | Total carrera | Total carrera | 580   | 190   | 57                  | 21                  | 55                         | 15                         | 692   | 226   | 0.21            |
| (1) Incluye datos de Supercopa de España (2008-2009), Copa del Rey (2009-2011), Copa de la Liga (2011-2016), FA Cup (2011-2016) y Community Shield (2012-2013). (2) Incluye datos de Liga de Campeones de la UEFA (2007-2016), Liga Europa de la UEFA (2008-2016), Copa Mundial de Clubes de la FIFA (2012) y Supercopa de Europa (2012-2014). |               |               |       |       |                     |                     |                            |                            |       |       |                 |

## Palmarés

### Torneos cortos
| Título           | Club                      | País | Año  |
| ---------------- | ------------------------- | ---- | ---- |
| Torneo Apertura  | Universitario de Deportes | Perú | 2002 |
| Torneo Apertura  | Universidad de San Martín | Perú | 2007 |
| Torneo Apertura  | Universitario de Deportes | Perú | 2016 |
| Torneo de Verano | FBC Melgar                | Perú | 2017 |

### Campeonatos nacionales
| Título                     | Club                      | País    | Año     |
| -------------------------- | ------------------------- | ------- | ------- |
| Primera División del Perú  | Universidad de San Martín | Perú    | 2007    |
| Copa de Polonia            | Lech Poznań               | Polonia | 2008-09 |
| Supercopa de Polonia       | Lech Poznań               | Polonia | 2009    |
| Primera División de Chipre | Omonia Nicosia            | Chipre  | 2009-10 |
| Supercopa de Chipre        | Omonia Nicosia            | Chipre  | 2010    |
| Copa de Chipre             | Omonia Nicosia            | Chipre  | 2010-11 |
| Primera División del Perú  | Sporting Cristal          | Perú    | 2012    |

### Distinciones individuales
| Distinción                           | Año  |
| ------------------------------------ | ---- |
| Máximo goleador del Torneo Apertura  | 2007 |
| Máximo asistidor del Torneo del Inca | 2014 |